# مكافئ سياره الركوب

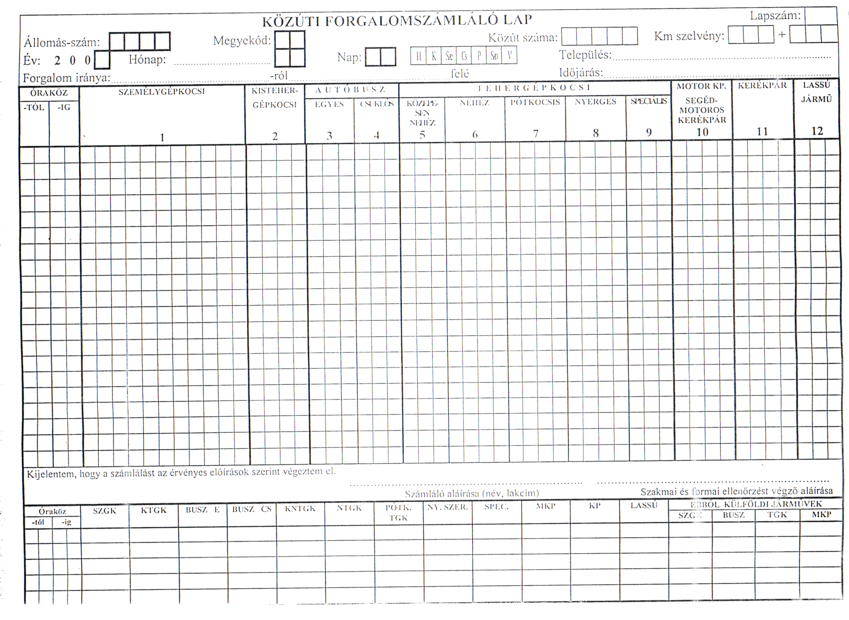

مكافئ سيارة الركاب (PCE) هو مقياس يستخدم في هندسة النقل ، لتقييم معدل تدفق حركة المرور على الطريق السريع.  حيث تقاس تقاس قدرة الطريق السريع  بحتساب مكافئ سيارة الركاب \ ساعة يومياً. 
الطريقة الشائعة المستخدمة في الولايات المتحدة الأمريكية هي طريقة الكثافة. ومع ذلك ، تستند قيم مكافئ سيارة الركاب المستمدة من طريقة الكثافة إلى مفاهيم الحركة المتجانسة الأساسية مثل الانضباط الصارم ضمن الممرات ، حيث تحافظ أساطيل السيارات والمركبات نوعا ما على عرض مسير ثابت.
من ناحية أخرى ، في الهند مثلا، تحمل الطرق السريعة حركة مرور غير متجانسة ، حيث تتم مشاركة مساحة الطريق بين العديد من أوضاع المرور ذات الأبعاد المادية المختلفة. يسود النمط الفضفاض حارات الطريق. هذا الأمر يعقد من احتساب مكافئ سيارة الركاب.
على سبيل المثال ، القيم النموذجية لـ مكافئ سيارة الركاب هي:
- السيارة خاصة (بما في ذلك سيارات الأجرة أو البيك اب) 1
- الدراجة النارية 0.75
- الدراجة الهوائية 0.5
- مركبة تجرها الخيول 4
- حافلة ، جرار ، شاحنة

وتقاس قدرة الطريق السريع بمكافئ سيارة الركاب / ساعة يوميًا
باستخدام تقنيات ارشادية متعددة ، يقوم مهندسو النقل بتحويل مجرى مروري مختلط إلى مجرى افتراضي لسيارات الركاب.

## الأليات
توجد العديد من الطرق  لتحديد مكافئ سيارة الركاب (PCUs)
أمثلة:
- عامل التجانس ،
- الطريقة شبه تجريبية ،
- طريقة ووكر ،
- طريقة التقدم ،
- طريقة الانحدار الخطي المتعدد
- المحاكاة.

قد يكون من المناسب استخدام قيم مختلفة لنفس نوع السيارة وفقًا للظروف. على سبيل المثال ، في المملكة المتحدة في الستينيات والسبعينيات ، تم تقييم الدراجات على النحو التالي:
- على الطرق الريفية 0.5
- على الطرق الحضرية 0.33
- على الدوار 0.5
- عند إشارات المرور 0.2.